# The Jury
The Jury foi uma série de televisão de curta duração, exibida originalmente pela FOX em 2004, que foi cancelada com apenas 10 episódios filmados e exibidos nos Estados Unidos. Toda semana, na mesma corte de Nova Iorque, um novo júri avaliava os casos expostos, e ficava à opção do telespectador a escolha do resultado final (via celular).

## Elenco
- Adam Busch como Steve Dixon
- Cote de Pablo como Marguerite Cisneros
- Patrice O'Neal como Adam Walker
- Jeff Hephner como Keenan O'Brien
- Anna Friel como Megan Delaney
- Shalom Harlow como Melissa Greenfield
- Billy Burke como John Ranguso
- Barry Levinson como Horatio Hawthorne

## Episódios
The Jury teve, no total, apenas 10 episódios produzidos e exibidos durante a midseason de 2004.
| #  | Título                         | Exibição Original |
| -- | ------------------------------ | ----------------- |
| 1  | Three Boys and a Gun           | 2004, 8 de Junho  |
| 2  | The Honeymoon Suite            | 2004, 8 de Junho  |
| 3  | Mail Order Mystery             | 2004, 15 de Junho |
| 4  | Bangers                        | 2004, 22 de Junho |
| 5  | Last Rites                     | 2004, 29 de Junho |
| 6  | Memories                       | 2004, 9 de Julho  |
| 7  | The Boxer                      | 2004, 16 de Julho |
| 8  | Pilot                          | 2004, 23 de Julho |
| 9  | Lamentation on the Reservation | 2004, 30 de Julho |
| 10 | Too Jung to Die                | 2004, 6 de Agosto |